# Гудисон парк
Гудисон парк (енгл. Goodison Park) је фудбалски стадион у Ливерпулу, Енглеска. Стадион је дом ФК Евертон од изградње 1892. и један је од првих светских стадиона наменски грађених за фудбал. Налази се у стамбеном насељу са редовним железничким и аутобуским линијама, на три километра од центра Ливерпула.
Од изградње 1892. стадион је кроз историју претрпео многе промене и тренутно има капацитет од 40.157 седећих места. Навијачи Евертона стадион зову „Велика стара дама“ (The Grand Old Lady). Састоји се од четири трибине: Гудисон роуд, Глејдиз стрит, Баленс роуд и трибине Парк Енд.
Поред Евертонових утакмица, стадион је такође био домаћин финала ФА купа 1894. и више међународних утакмица, укључујући пет утакмица на Светском првенству у фудбалу 1966. Стадион је од 1920. држао рекорд за највећу посету на мечу женског фудбала, а тај рекорд је оборен тек 31. јула 2012. на Вемблију на Летњим олимпијским играма.

## Историја
Евертон је првобитно играо на отвореном терену на југоистоку новоизграђеног Стенли парка, где је одиграна прва званична утакмица 1879. године. Од 1882. је играо на Прајори роуду, а 1884. је прешао на Енфилд, који је 1892. прешао у руке новоформираног Ливерпула.
Гудисон парк је званично отворен 24. августа 1892, када је 12.000 људи посматрало кратки атлетски догађај, праћен музичком свечаношћу и ватрометом. Први меч је одигран 2. септембра исте године, када су се у пријатељском мечу састали Евертон и Болтон вондерерси, а Евертон је победио са 4:2. Прва лигашка утакмица је одиграна 3. септембра против Нотингем фореста (2:2), а први такмичарски гол на стадиону је постигао Форестов играч Хорес Пајк.
Стадион је добио име Гудисон парк, јер је целом дужином изграђен уз Гудисон пут, који је носио име по грађевинском инжењеру Џорџу Гудисону.

## Утакмице Светског првенства 1966.
На Светском првенству 1966. стадион је био домаћин три утакмице групне фазе, и по једне утакмице четвртфинала и полуфинала.
| Датум         | Време | 1. Тим          | Рез.  | 2. Тим          | Коло         | Гледалаца |
| ------------- | ----- | --------------- | ----- | --------------- | ------------ | --------- |
| 12. јул 1966. | 19:30 | Бразил          | 2 – 0 | Бугарска        | Група А      | 48.000    |
| 15. јул 1966. | 19:30 | Мађарска        | 3 – 1 | Бразил          | Група Е      | 52.000    |
| 19. јул 1966. | 19:30 | Португалија     | 3 – 1 | Бразил          | Група Б      | 62.000    |
| 23. јул 1966. | 15:00 | Португалија     | 5 – 3 | Северна Кореја  | Четвртфинале | 51.780    |
| 25. јул 1966. | 19:30 | Западна Немачка | 2 – 1 | Совјетски Савез | Полуфинале   | 39.840    |

## Посете
Највећа просечна посета у клупској историји је била 51.603 (1962/63), док је најмања била 13.230 (1892/93), што је била прва сезона на Гудисон парку.
Пет највећих посета на Гудисон парку су:
| Датум               | Такмичење | Противник                | Гледалаца |
| ------------------- | --------- | ------------------------ | --------- |
| 18. септембар 1948. | Прва лига | Ливерпул                 | 78.299    |
| 14. фебруар 1953.   | ФА куп    | Манчестер јунајтед       | 77.920    |
| 28. август 1954.    | Прва лига | Престон Норт Енд         | 76.839    |
| 29. јануар 1958.    | ФА куп    | Блекберн роверси         | 75.818    |
| 27. децембар 1954.  | Прва лига | Вулверхемптон вондерерси | 75,322    |

Извор:
Пет најмањих посета на Гудисон парку су:
| Датум              | Такмичење              | Противник           | Гледалаца |
| ------------------ | ---------------------- | ------------------- | --------- |
| 20. децембар 1998. | Симод куп              | Милвол              | 3.703     |
| 1. октобар 1991.   | Зенит дата системс куп | Олдам               | 4.588     |
| 22. јануар 1991.   | Зенит дата системс куп | Сандерланд          | 4.609     |
| 16. фебруар 1988.  | Симод куп              | Лутон таун          | 5.204     |
| 28. фебруар 1989.  | Симод куп              | Квинс парк ренџерси | 7.072     |

Извори: